# Samuel L. Casey
Samuel Lewis Casey (* 12. Februar 1821 bei Caseyville, Union County, Kentucky; † 25. August 1902 in Saint Joseph, Missouri) war ein US-amerikanischer Politiker. In den Jahren 1862 und 1863 vertrat er den Bundesstaat Kentucky im US-Repräsentantenhaus.

## Werdegang
Samuel Casey besuchte die öffentlichen Schulen seiner Heimat. Anschließend wurde er im Handel und in der Politik tätig. Vom 4. April 1853 bis zum 22. Dezember 1859 bekleidete er im US-Finanzministerium den Posten des Treasurer of the United States. Zwischen 1860 und 1862 war er Abgeordneter im Repräsentantenhaus von Kentucky. Nach dem Ausschluss des Abgeordneten Henry Cornelius Burnett, der sich offen im Kongress für die Sache der Konföderierten Staaten eingesetzt hatte, wurde Casey als Unionist im ersten Wahlbezirk von Kentucky in das US-Repräsentantenhaus in Washington, D.C. gewählt, wo er 10. März 1862 sein neues Mandat antrat.
Bis zum 3. März 1863 beendete Casey die angebrochene Legislaturperiode seines Vorgängers. Diese war von den Ereignissen des Bürgerkrieges geprägt. Nach dem Ende seiner kurzen Zeit im US-Repräsentantenhaus zog er sich wieder aus der Politik zurück und widmete sich seinen privaten Angelegenheiten. Samuel Casey starb am 25. August 1902 in Saint Joseph.